# Канікули Боніфація (мультфільм)
«Канікули Боніфація» — радянський мультиплікаційний фільм про циркового лева і його «відпустку» в Африці. Третя за рахунком режисерська робота Хитрука Федіра. В основу сценарію покладено казку чеського письменника Милоша Мацоурека «Боніфацій та його племінники».
| Мультфільми | Це незавершена стаття про анімаційний фільм. Ви можете допомогти проєкту, виправивши або дописавши її. |